# Joseph Gabriel Aubry Darencey
Pour les articles homonymes, voir Aubry.
Joseph Gabriel Aubry, baron d'Arancey , né le 20 août 1749 à Vitry-le-François, mort le 22 septembre 1835 à Vitry-le-François, est un général français de la Révolution et de l’Empire.

## Biographie
Aubry entre au service le 10 août 1766, comme aspirant au corps royal d'artillerie, est nommé élève et admis à l'École de Bapaume le 10 juin 1767, et obtient le grade de lieutenant le 8 juin 1768, dans le 1er régiment d'artillerie à pied. Passé avec son grade dans la 9e compagnie d'ouvriers le 8 juin 1769, il est fait capitaine à la 6e compagnie de la même arme le 3 juin 1779, et est fait chevalier de Saint-Louis le 4 mai 1791.
Directeur du parc d'artillerie de l'armée des Pyrénées le 18 octobre 1792, il fonde dans la ville de Toulouse plusieurs établissements d'artillerie très importants. Il fait avec les armées des Pyrénées les campagnes de 1792 à celle de l'an IV, et est successivement nommé chef de bataillon au 7e régiment d'artillerie le 8 mars 1793, et chef de brigade le 18 vendémiaire an II, en conservant ses fonctions de directeur des parcs à l'armée des Pyrénées-Orientales.
Au mois de floréal an II, il commande l'artillerie aux sièges du fort Saint-Elme et des places de Collioure et de Port-Vendres, qui sont prises le 7 prairial suivant. Il se trouve ensuite à la prise du fort de Bellegarde, au Perthus le 2e jour complémentaire de la même année, au combat de la Montagne-Noire le 27 brumaire an III, où Dugommier est tué à ses côtés ; au siège de Figuières, qui fut enlevé le 7 frimaire suivant, et au siège de Roses, où les services qu'il rend contribuent beaucoup à la prise de cette place qui capitule le 13 nivôse de la même année.
Passé à l'armée de Sambre-et-Meuse vers la fin de l'an IV, il est employé comme directeur des forges à Metz, fait partie de l'armée des côtes de Bretagne en l'an VI, et est ensuite appelé à la direction d'artillerie de Grenoble. Pendant les ans VII et VIII, il est placé à la tête de celle de la Corse, et retourne à Grenoble en l'an IX.
Fait membre de la Légion d'honneur le 19 frimaire an XII, il en devient officier le 25 prairial suivant, et est envoyé à l'armée d'Italie, où il fait les campagnes des ans XIV, 1806 et 1807 comme commandant l'artillerie de la division d'avant-garde, et plus tard celle de toute l'armée.
En 1806, il organise et commanda l'artillerie de Venise, qu'il met en état de défense. Élevé au grade de général de brigade le 10 juillet 1806, il commande les équipages de siège de la grande armée en 1807, à Dantzig, à Riga et à Stettin, et est nommé chevalier de l'ordre de la Couronne de Fer le 15 août de cette dernière année.
Il commande en chef toute l'artillerie de la Toscane, de 1808 jusqu'en 1811, et est en outre chargé de plusieurs inspections importantes sur les côtes de la Méditerranée et dans différents établissements d'artillerie. Créé chevalier de l'Empire le 9 mai 1811, il est élevé au titre de baron de l'Empire le 23 octobre suivant. 
Employé en 1812 à la Grande Armée, il y commande les équipages de siège attachés au corps du Maréchal-Duc de Tarente Macdonald. Il assiste à toutes les opérations de la mémorable campagne de Russie (1812), et pendant la retraite il dirige son service avec une habileté telle, qu'il peut rentrer à Dantzig sans avoir perdu autre chose de son immense matériel que 6 bouches à feu sur les 150 dont son parc était composé.
Envoyé le 15 janvier 1813, à Magdebourg pour y être à la disposition du Ministre de la Guerre, son grand âge et les fatigues qu'il a éprouvées pendant la dernière campagne ne lui permettent pas de rester plus longtemps en activité.
Il obtient sa retraite le 18 février 1813, et va se fixer dans son pays natal, où le choix de ses concitoyens l'appel aux fonctions de membre du conseil municipal et de commandant de la garde nationale.
Il meurt en 1835 et avait épousé Marie Louise Françoise de Biarnois d'Happlincourt, d'où une fille épouse de Gaston de Felcourt.

## Distinctions
- Chevalier de l'ordre royal et militaire de Saint-Louis
- Officier de la Légion d'honneur

## Armoiries
| Figure | Blasonnement |
|        | Armes du baron Darencey et de l'Empire D'azur, à trois épées d'argent, posées en pals, rangées en fasce, surmontées chacune d'un croissant du même ; au canton des Barons militaires de l'Empire brochant., |